# Radical 94
El radical 94, representado por el carácter Han 犬, es uno de los 214 radicales del diccionario de Kangxi. En mandarín estándar es llamado 犬部, (quǎn　bù, «radical “perro”»); en japonés es llamado 犬部, けんぶ (kenbu), y en coreano 견 (gyeon). 
El radical «perro» aparece comúnmente en el lado izquierdo de los caracteres clasificados por él, adoptando la forma variante 犭 (por ejemplo en 狩). En algunas ocasiones puede aparecer en lado derecho de los caracteres (por ejemplo en 獄).
Los caracteres clasificados bajo el radical 94 suelen tener significados relacionados con animales carnívoros. Ejemplos de esto son 狐, «zorro»; 猫, «gato»; 狼, «lobo».

## Nombres populares
- Mandarín estándar: 反犬旁, Fǎn quǎn páng, «perro oponiéndose en un lado».
- Coreano: 개견부, gae gyeon bu, 개사슴록변 «“perro-ciervo” en un lado» (por la similitud de la variante 犭 a un cuerno de ciervo).
- Japonés:　犬（いぬ）, inu, «perro»; 獣偏（けものへん）, kemonohen, «“bestia” en el lado izquierdo del carácter».[1]
- En occidente: radical «perro».

## Galería
| Estilos antiguos                                 | Estilos antiguos                  | Estilos antiguos                        | Estilos antiguos                   | Estilos antiguos                   | Estilos empleados actualmente       | Estilos empleados actualmente  | Estilos empleados actualmente    | Estilos empleados actualmente   | Estilos empleados actualmente  |
|                                                  |                                   |                                         |                                    |                                    |                                     | 犬                             | 犬                               |                                 |                                |
| 甲骨文 jiǎgǔwén (escritura de huesos oraculares) | 金文 jīnwén (escritura de bronce) | 简帛 jiǎnbó (escritura de bambú y seda) | 篆文 zhuànwén (escritura de sello) | 篆文 zhuànwén (escritura de sello) | 隸書 lìshū (estilo de los escribas) | 楷書 kǎishū (estilo regular)   | 楷書 kǎishū (estilo regular)     | 行書 xǐngshū (estilo corriente) | 草書 cǎoshū (estilo de hierba) |
| 甲骨文 jiǎgǔwén (escritura de huesos oraculares) | 金文 jīnwén (escritura de bronce) | 简帛 jiǎnbó (escritura de bambú y seda) | 大篆 dàzhuàn (sello grande)        | 小篆 xiǎozhuàn (sello pequeño)     | 隸書 lìshū (estilo de los escribas) | 繁體／繁体 fántǐ (tradicional) | 简体／簡體 jiǎntǐ (simplificado) | 行書 xǐngshū (estilo corriente) | 草書 cǎoshū (estilo de hierba) |

## Caracteres con el radical 94
| trazos | carácter                                                                                        |
| ------ | ----------------------------------------------------------------------------------------------- |
| + 0    | 犬 犭                                                                                           |
| + 1    | 犮                                                                                              |
| + 2    | 犯 犰                                                                                           |
| + 3    | 犱 犲 犳 犴 犵 状 犷 犸                                                                         |
| + 4    | 犹 犺 犻 犼 犽 犾 犿 狀 狁 狂 狃 狄 狅 狆 狇 狈                                                 |
| + 5    | 狉 狊 狋 狌 狍 狎 狏 狐 狑 狒 狓 狔 狕 狖 狗 狘 狙 狚 狛 狜 狝 狞                               |
| + 6    | 狟 狠 狡 狢 狣 狤 狥 狦 狧 狨 狩 狪 狫 独 狭 狮 狯 狰 狱 狲                                     |
| + 7    | 倐 狳 狴 狵 狶 狷 狸 狹 狺 狻 狼 狽 狾 狿 猀 猁 猂 猃                                           |
| + 8    | 猄 猅 猆 猇 猈 猉 猊 猋 猌 猍 猎 猏 猐 猑 猒 猓 猔 猕 猖 猗 猘 猙 猚 猛 猜 猝 猞 猟 猠 猡 猪 猪 |
| + 9    | 猢 猣 猤 猥 猦 猧 猨 猩 猫 猬 猭 献 猯 猰 猱 猲 猳 猴 猵 猶 猷 猸 猹 獓                         |
| + 10   | 猺 猻 猼 猽 猾 猿 獀 獁 獂 獃 獄 獅 獆 獇 獈 獉 獊                                              |
| + 11   | 獌 獍 獎 獏 獐 獑 獒 獔 獕                                                                      |
| + 12   | 獋 獖 獗 獘 獙 獚 獛 獜 獝 獞 獟 獠 獡 獢 獣 獤                                                 |
| + 13   | 獥 獦 獧 獨 獩 獪 獫 獬 獭                                                                      |
| + 14   | 獮 獯 獰 獱 獲 獳 獴                                                                            |
| + 15   | 獵 獶 獷 獸                                                                                     |
| + 16   | 獹 獺 獻                                                                                        |
| + 17   | 獼 獽                                                                                           |
| + 18   | 獾 獿                                                                                           |
| + 19   | 玀                                                                                              |
| + 20   | 玁 玂 玃                                                                                        |